# Francisco I. Madero
Francisco Ignacio Madero González (Parras de la Fuente, Coahuila; 30 de octubre de 1873-Ciudad de México, 22 de febrero de 1913), conocido como Francisco I. Madero y apodado como «el Apóstol de la Democracia», fue un empresario, político y escritor mexicano que se desempeñó como presidente de México del 6 de noviembre de 1911 al 19 de febrero de 1913.
Fue uno de los más prominentes ideólogos y líderes de la Revolución mexicana, y logró derrocar con éxito al dictador Porfirio Díaz y unificar temporalmente varias fuerzas democráticas y antiporfiristas. Resultó electo presidente de México en las primeras elecciones democráticas en la historia del país, gobernando entre 1911 y 1913, año en el cual fue derrocado y asesinado junto con su vicepresidente, José María Pino Suárez, en un golpe de Estado conocido en la historiografía nacional como la Decena Trágica.
Durante su gobierno se distinguió por sus reformas moderadas que provocaron la ira tanto de los reaccionarios de la vieja guardia como de los revolucionarios radicales.

## Biografía
Francisco Ignacio Madero nació en la hacienda de "El Rosario” en Parras, Coahuila, el 30 de octubre de 1873. Fue el hijo primogénito de Francisco Madero Hernández y de Mercedes González Treviño. Su abuelo paterno fue Evaristo Madero, gobernador de Coahuila y propietario de numerosas haciendas, minas, bancos, etc. Estudió en el colegio jesuita de San Juan Nepomuceno de Saltillo. En 1886 partió a las Culver Academies de Indiana, luego a Baltimore, donde hizo estudios de agricultura; luego la escuela preparatoria en el Lycée Hoche de Versalles, y estudios de peritaje mercantil en la École des hautes études commerciales (HEC) de París, y finalmente en el departamento de agricultura de la Universidad de California en Berkeley.
En 1893 regresa a Coahuila y se encarga de administrar una de las haciendas de su padre. Posteriormente se casa con Sara Pérez Romero en 1903 y al año siguiente funda el partido democrático independiente, que se oponía a la reelección del Gobernador de Coahuila Miguel Cárdenas. En 1905 tuvo contacto con la Junta Organizadora del Partido Liberal Mexicano, a la cual apoyó económicamente para la reanudación de la edición del periódico Regeneración. Sin embargo, retiró su apoyo al Partido Liberal Mexicano debido a las diferencias ideológicas con Ricardo Flores Magón. En 1908 publicó su polémico libro La sucesión presidencial en 1910, en el que expuso las principales cuestiones políticas que inquietaban al país, el cual tuvo mucho éxito.

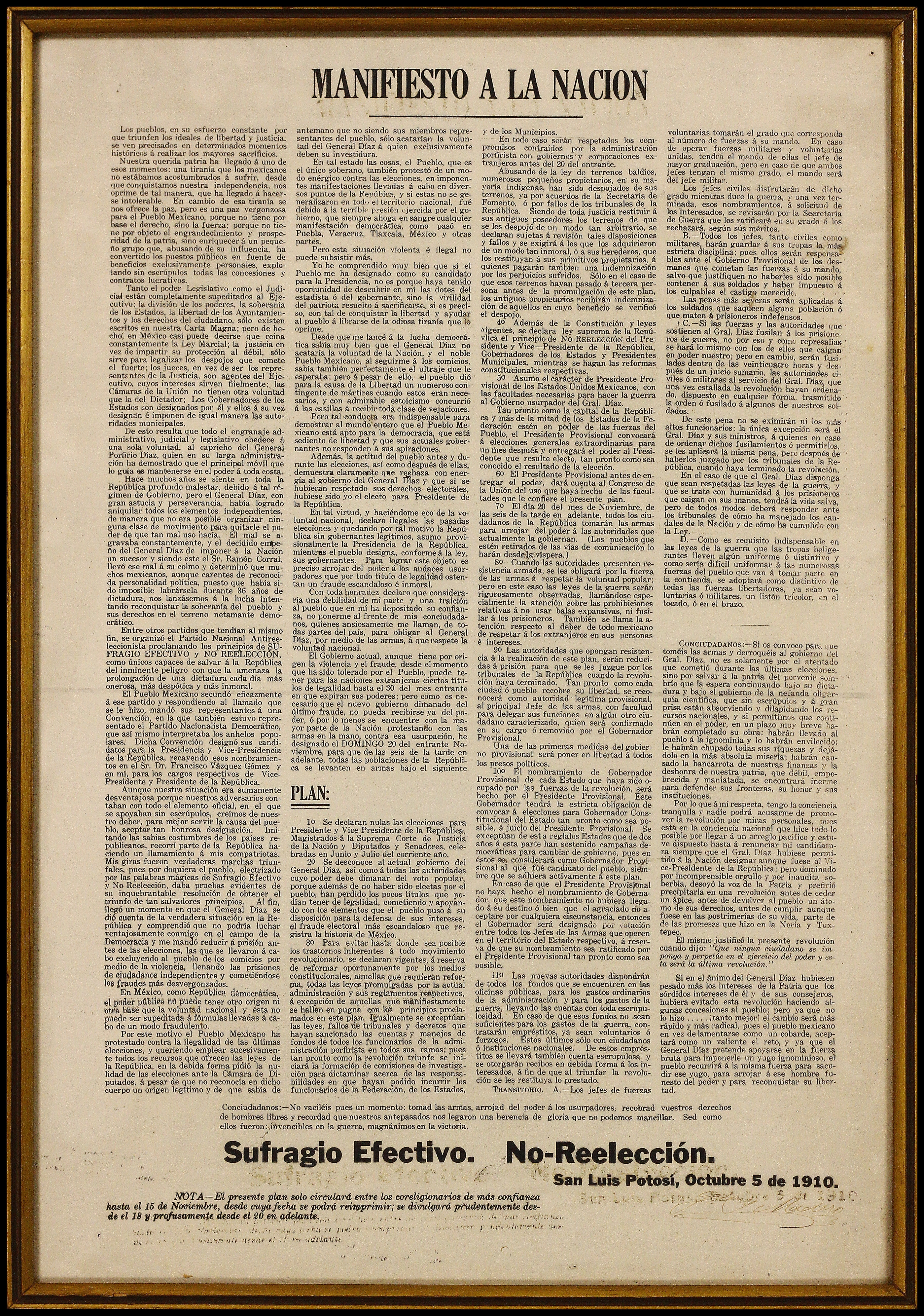
Manifiesto a la Nación (1910), de Francisco I. Madero.

En 1909 fundó el Partido Nacional Antirreeleccionista, opuesto a un Porfirio Díaz que ocupó la presidencia de la nación desde 1877, con un paréntesis de cuatro años 1880 a 1884 en el que el presidente fue Manuel González Flores. Elegido candidato a la presidencia por dicho partido, y tras alcanzar un alto nivel de popularidad en las elecciones de 1910, Madero fue encarcelado por orden del gobierno en San Luis Potosí, bajo los cargos de conato de rebelión y ultraje a las autoridades. El 20 de noviembre de 1910 decidió iniciar la Revolución mexicana en Piedras Negras, Coahuila, pero debido a la poca fuerza que logró reunir, partió hacia Ciudad Juárez, Chihuahua, para cumplir su objetivo. Luego fue liberado por el abogado Pedro Antonio de los Santos Rivera. Logró escapar hacia Estados Unidos y desde San Antonio, Texas, promulgó el Plan de San Luis, una llamada a las armas firmada en San Luis Potosí que, con el lema Sufragio Efectivo No Reelección, por fin causaría la renuncia del presidente Díaz en 1911, seguida de una guerra civil de diez años en la que morirían más de un millón de mexicanos.

### Matrimonio
Inició su noviazgo con Sara Pérez Romero por el año de 1897. Contrajeron matrimonio en 1903; primero en una ceremonia civil, celebrada el 26 de enero en la capital mexicana. Después, la ceremonia religiosa fue el día 27, en la capilla del palacio arzobispal de la segunda calle de Santo Domingo. fue presidida por el arzobispo Próspero María y Alarcón y Sánchez de la Barquera. El banquete se ofreció en el Hotel Reforma. Su hogar lo fijaron en San Pedro de las Colonias, en el estado de Coahuila. Madero y Sara Pérez Romero no tuvieron hijos.

## Presidencia (1911-1913)

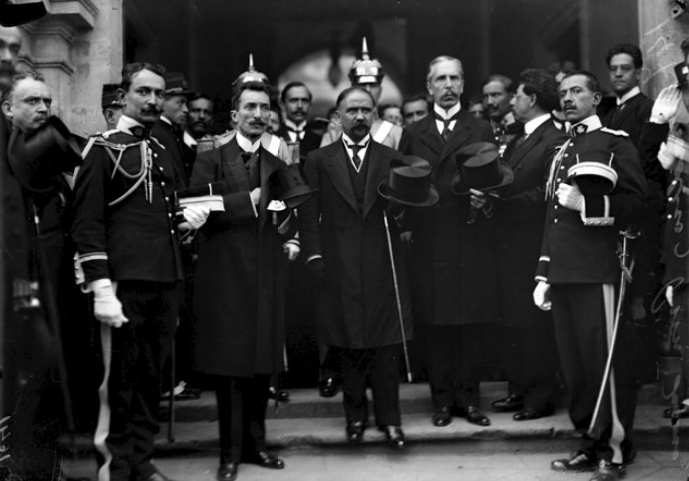
Madero y su vicepresidente José María Pino Suárez en los funerales de Justo Sierra, 1912

### Elección y programa inicial
Francisco I. Madero asumió la presidencia el 6 de noviembre de 1911 tras ganar los primeros comicios relativamente libres desde la Reforma. Hombre de gran idealismo pero con escasa experiencia administrativa, planteó un programa de democracia política —sufragio efectivo, no reelección y respeto a las libertades civiles— sin alterar de fondo la estructura socioeconómica heredada del porfiriato. Esa apuesta moderada lo dejó expuesto tanto a la élite conservadora, que temía perder privilegios, como a sus antiguos aliados revolucionarios que exigían reformas sociales inmediatas.

### Reformas políticas y laborales
El nuevo régimen promulgó la Ley Electoral del 19 de diciembre de 1911 y la reformó en mayo de 1912 para introducir el voto directo en las elecciones legislativas y de ministros de la Suprema Corte, con procedimientos públicos de cómputo que buscaban transparencia inédita en la época.  En materia social, el 15 de diciembre de 1911 se creó el Departamento del Trabajo, dependiente de la Secretaría de Fomento, con facultades de arbitraje en huelgas y recopilación estadística; fue la primera institución federal dedicada al mundo obrero y prefiguró la futura Secretaría del Trabajo.

### Libertad de prensa y oposición civil
Madero retiró la censura porfirista y toleró una prensa abiertamente hostil —El Imparcial, El Intransigente, entre muchos otros— que lo caricaturizó sin reservas. Investigaciones recientes subrayan que nunca revocó esa libertad, aun cuando los ataques minaron su legitimidad y contribuyeron a la polarización política.

### Rebeliones armadas
- Zapatismo: Apenas quince días después de la toma de posesión, Emiliano Zapata y Otilio Montaño desconocieron a Madero mediante el Plan de Ayala (28 de noviembre de 1911), acusándolo de traicionar la demanda agraria; el movimiento se extendió rápidamente por Morelos y el sur.[15]
- Orozquismo: En marzo de 1912 Pascual Orozco, decepcionado por la lentitud de los cambios y por ambiciones políticas propias, proclamó el Plan de la Empacadora y se alzó en Chihuahua. Las fuerzas federales al mando del general Victoriano Huerta lo derrotaron en Bachimba (4 de julio de 1912), pero Madero quedó dependiente de un ejército y un jefe militar que recelaban de la revolución civilista.[16]

### Política exterior y el factor estadounidense
El embajador de Estados Unidos, Henry Lane Wilson, consideraba a Madero incapaz de garantizar la estabilidad que requerían los intereses norteamericanos y comenzó a conspirar con militares opositores. Su hostilidad diplomática aisló aún más al gobierno maderista en los meses críticos de 1912-1913.

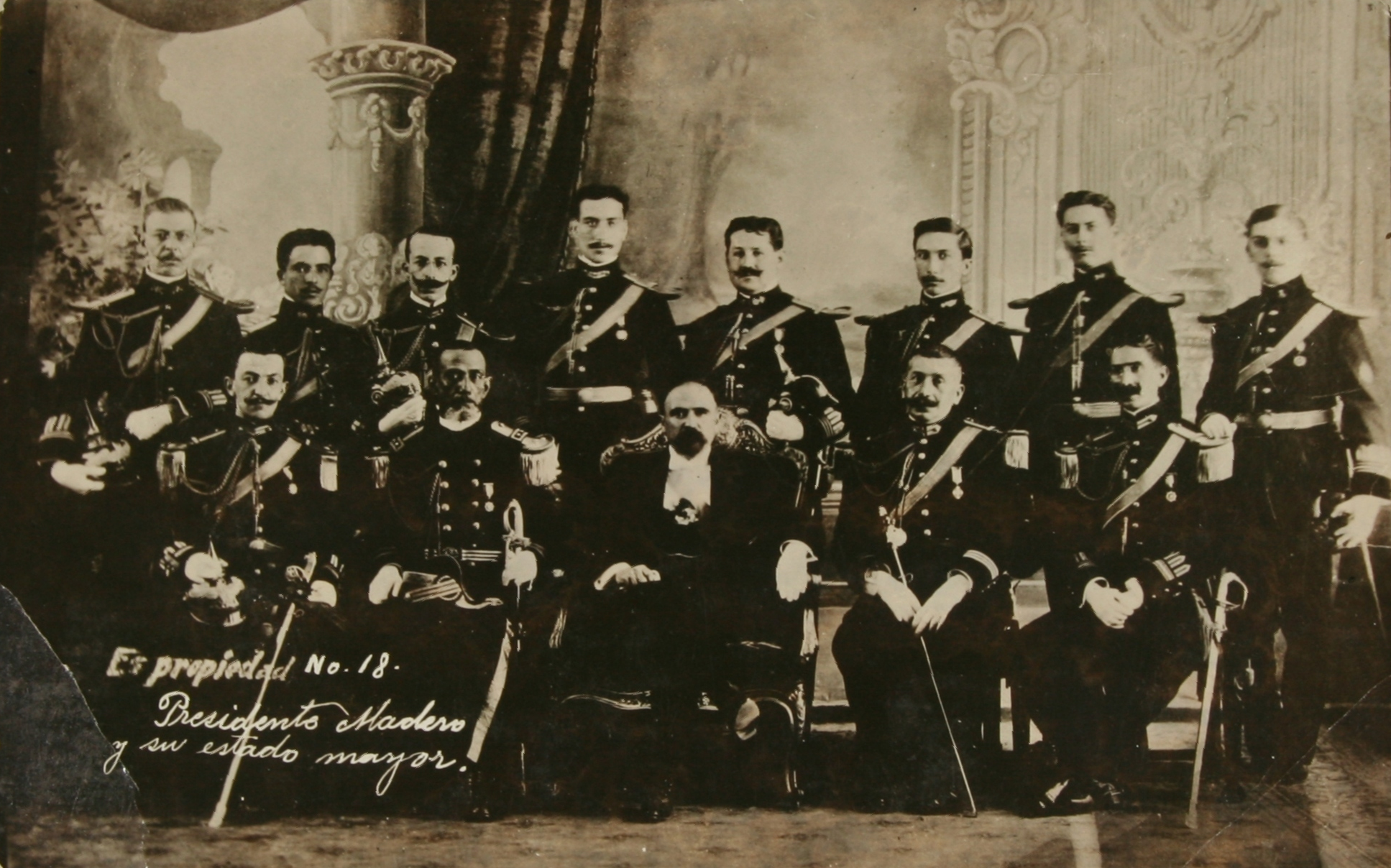
Madero y su estado mayor, 1911.

## Golpe huertista y asesinato
El 17 de febrero, Huerta suscribió un armisticio con Henry Lane Wilson (embajador de Estados Unidos), Félix Díaz (sobrino de Porfirio Díaz) y Manuel Mondragón, llamado “El Pacto de la Embajada”: se comprometían a colocar provisionalmente en la presidencia al General Victoriano Huerta, a cambio de que este se la cediera posteriormente a Félix Díaz. El 18 de febrero, un grupo de empresarios capitalinos —entre ellos Ignacio de la Torre y Mier, yerno de Díaz— declararon su fidelidad a Huerta. Ese mismo día, Gustavo A. Madero, hermano y asesor del presidente, fue arrestado, le sacaron el único ojo con una bayoneta, quedando ciego y torturado hasta la muerte. El 19 de febrero, Madero y José María Pino Suárez, vicepresidente, fueron obligados bajo tortura a firmar la renuncia a sus cargos. Pedro Lascuráin se hizo cargo del poder ejecutivo por escasos 45 minutos, en los que su único acto de gobierno fue nombrar secretario de Gobernación a Huerta. Acto seguido, renunció Lascuráin y Victoriano Huerta ocupó la presidencia. El 22 de febrero de 1913, pese a la promesa de los golpistas de respetar su vida y facilitar su exilio a la isla de Cuba, Madero y el vicepresidente José María Pino Suárez fueron acribillados a manos del militar Francisco Cárdenas a un costado del Palacio de Lecumberri en la Ciudad de México.En conmemoración a su fallecimiento, cada año el 22 de febrero es izada la bandera mexicana a media asta.

## Legado y aspectos históricos

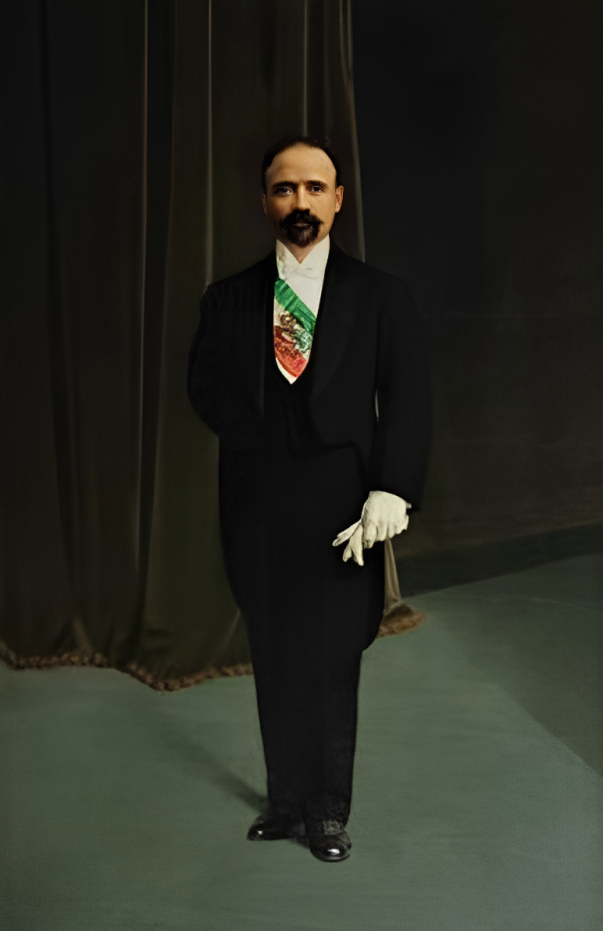
Retrato al óleo del presidente Francisco I. Madero González, ubicado en la "galería de presidentes" de Palacio Nacional.

### Valoración histórica
La breve presidencia de Francisco I. Madero evidenció los límites de una transición que priorizó la democracia formal sobre las demandas socioeconómicas que habían impulsado la Revolución mexicana. Sus logros, como la implementación de elecciones competitivas, la promoción de la libertad de prensa y los primeros pasos hacia la legislación laboral, se vieron opacados por la ausencia de una reforma agraria inmediata y por la confianza depositada en un aparato militar que le resultó adverso.

### La "I" de su nombre
Con motivo de la conmemoración del bicentenario de la independencia mexicana y del centenario de la Revolución mexicana, el gobierno de México difundió imágenes tanto del acta de nacimiento como de la fe de bautismo de Francisco I. Madero, donde aparece su nombre como "Francisco Ygnacio Madero", conforme a la costumbre de la antigua ortografía. Esta forma incluía también nombres como Ysabel, Yglesia o Ysla. Aunque la Real Academia Española había establecido en 1815 el uso de la "I" en lugar de la "Y" para representar el sonido vocálico, la costumbre de utilizar la letra "Y" se mantuvo arraigada hasta finales del siglo XIX.

## Obras
- La sucesión presidencial en 1910 (1908).
- Plan de San Luis (1910).
- Manifiesto a la Nación (1910).
- Manual Espírita (1911) (bajo el seudónimo de Bhima).[22]